# Стеклы, Карел
Ка́рел Сте́клы (чеш. Karel Steklý; 9 октября 1903, Прага, Австро-Венгрия, ныне Чехия — 5 июля 1987, там же) — чешский кинорежиссёр, сценарист и актёр театра и кино.

## Биография
Начинал карьеру как театральный актёр. В 1928—1938 годах работал в Освобождённом театре Праги. В кино дебютировал как актёр в 1932 году. Спустя время стал писать сценарии; как правило, это были адаптации произведений чешских писателей. Режиссёрский дебют состоялся в 1945 году («Простачок»). Член КПЧ с 1947 года.

## Избранная фильмография
| - 1938 — Путь Креста / Cestou krízovou - 1938 — / Vzhuru nohama - 1938 — / Umlcené rty - 1938 — Одиннадцать парней Клапзуба / Klapzubova XI. - 1939 — / Hvezda z poslední stace - 1939 — / Osmnáctiletá - 1940 — / Smery zivota - 1940 — Лидушка музыкантов / Muzikantská Liduska (по В. Галеку) - 1940 — Вторая смена / Druhá smena - 1940 — Жизнь прекрасна / Zivot je krásný - 1941 — / Pereje - 1941 — Милый человек / Roztomilý clovek - 1941 — / Pantáta Bezousek - 1941 — Тяжкая жизнь авантюриста / Tezký zivot dobrodruha - 1942 — Барбора Главсова / Barbora Hlavsová - 1942 — Валентин Добрый / Valentin Dobrotivý - 1942 — Городок на ладони / Mestecko na dlani (по Я. Дрде) - 1943 — Эксперимент / Experiment - 1944 — / Skalní plemeno - 1944 — Добродетельная госпожа Пардубице / Pocestné paní Pardubické - 1945 — 13-й участок / 13. revír - 1946 — Прорыв / Průlom (по роману Я. Моравека «Безумный из Лореты») - 1947 — Сирена / Siréna (по Марие Майеровой) - 1949 — Судный день / Soudný den - 1951 — Тьма / Temno (по А. Йирасеку) - 1952 — Анна-пролетарка / Anna proletářka (по И. Ольбрахту) - 1955 — Волынщик из Стракониц / Strakonický dudák (по Й. К. Тылу) - 1957 — Бравый солдат Швейк / Dobrý voják Švejk (по Я. Гашеку) - 1957 — Разрешите доложить / Poslušně hlásím (по Я. Гашеку, в советском прокате «Швейк на фронте») - 1959 — Мститель / Mstitel (по К. Чапеку-Ходе) - 1962 — Открытие на Лохматой горке / Objev na Střapaté hůrce - 1962 — В погоне за метеоритом / (по Ж. Верну) - 1963 — Люция / Lucie (по Кубичеку) - 1969 — Радости отца отечества / Slasti Otce vlasti (по «Карлштейнским вигилиям» Ф. Кубки) - 1971 — Свадьбы пана Вока / Svatby pana Voka - 1973 — Бегемот / Hroch - 1975 — Там, где гнездятся аисты / Tam, kde hnízdí čápi (по повести Б. Ногейла «Большая вода») - 1977 — Все против всех / Všichni proti všem - 1978 — Скандал в баре «Гри-Гри» / - 1981 — Каждому своё небо / Každému jeho nebe | - 1945 — Простачок / Prosťáček (к/м) - 1946 — Прорыв / Průlom - 1947 — Сирена / Siréna - 1948 — Карьера / Kariéra - 1949 — Судный день / Soudný den - 1951 — Тьма / Temno - 1952 — Анна-пролетарка / Anna proletářka - 1955 — Волынщик из Стракониц / Strakonický dudák - 1957 — Бравый солдат Швейк / Dobrý voják Švejk - 1957 — Разрешите доложить / Poslušně hlásím (в советском прокате «Швейк на фронте») - 1959 — Мститель / Mstitel - 1962 — Открытие на Лохматой горке / Objev na Střapaté hůrce - 1963 — Люция / Lucie - 1969 — Радости отца отечества / Slasti Otce vlasti - 1971 — Свадьбы пана Вока / Svatby pana Voka - 1973 — Бегемот / Hroch - 1974 — За рулём – враг / Za volantem nepřítel - 1975 — Там, где гнездятся аисты / Tam, kde hnízdí čápi - 1977 — Все против всех / Všichni proti všem - 1978 — Скандал в баре «Гри-Гри» / - 1979 — Пан Вок уходит / Pan Vok odchází - 1980 — Игра на королеву / Hra o královnu - 1981 — Каждому своё небо / Každému jeho nebe - 1982 — / Příhody pana Příhody - 1985 — Странная дружба актёра Есениуса / Podivná přátelství herce Jesenia - 1932 — Пудра и бензин / Pudr a benzín |

## Награды
- 1947 — «Золотой лев» 8-го Венецианского кинофестиваля («Сирена»)
- 1947 — Государственная премия ЧССР («Сирена»)
- 1953 — Государственная премия ЧССР («Анна-пролетарка»)
- 1957 — номинация на «Хрустальный глобус» кинофестиваля в Карловых Варах («Бравый солдат Швейк»)
- 1973 — Народный артист ЧССР